# 吴引荪
吴引荪（1848年—1917年），字福茨，安徽歙县人，清朝政治人物。
光緒末年，擔任广东按察使。光緒三十一年，署理甘肃新疆巡抚。